# Coll de la Core
El coll de la Core és un port de muntanya dels Pirineus que s'eleva fins als 1.395 msnm i que es troba al departament de l'Arieja. El coll uneix, per la D17, les viles d'Eras Bòrdas de Les i Sèish.

## Detalls de l'ascensió
L'ascensió des d'Audressenh té una llargada de 17,5 quilòmetres, en què se superen 885 m a un desnivell mitjà del 5,1%. Amb tot, l'ascensió pròpiament dita comença a Eras Bòrdas de Les, amb 14,1 quilòmetres al 5,7%, i trams que arriben al 8,0%.
Des de Sèish, l'ascensió té 13,8 quilòmetres, en què se superen 885 m a un desnivell mitjà del 6,4%, i trams que arriben al 8,0%.

## Aparicions al Tour de França
El coll de la Core ha estat superat en set edicions pel Tour de França, sent la primera el 1984 i la darrera el 2015.
| Any  | Etapa | Categoria | Inici etapa         | Final etapa   | Primer al cim              |
| ---- | ----- | --------- | ------------------- | ------------- | -------------------------- |
| 2015 | 12    | 1         | Lanamesa            | Plan de Belha | Kristijan Đurasek (CRO)    |
| 2011 | 14    | 1         | Sent Gaudenç        | Plan de Belha | Mickaël Delage (FRA)       |
| 2004 | 13    | 1         | Lanamesa            | Plan de Belha | Sylvain Chavanel (FRA)     |
| 2003 | 14    | 1         | Sent Gironç         | Lodenvièla    | Richard Virenque (FRA)     |
| 2002 | 12    | 1         | Lanamesa            | Plan de Belha | Laurent Jalabert (FRA)     |
| 1998 | 11    | 2         | Banhèras de Luishon | Plan de Belha | Roland Meier (SUI)         |
| 1984 | 11    | 1         | Pau                 | Guzet-Neige   | Jean-René Bernaudeau (FRA) |